# Coppa del Portogallo (hockey su pista femminile)
La Coppa del Portogallo di hockey su pista femminile (pt: Taça de Portugal de Hóquei em Patins Feminino) è un torneo istituito ed organizzato dalla Federazione di pattinaggio del Portogallo.

## Statistiche

### Albo d'oro
| Edizione    | Vincitore           | Risultato | Finalista            |
| ----------- | ------------------- | --------- | -------------------- |
| 1992 - 1993 | CSP Alfena          | 3-2       | VB Bispo             |
| 1993 - 1994 | CSP Alfena          | 2-0       | VB Bispo             |
| 1994 - 1995 | VB Bispo            | 3-2 (dts) | CSP Alfena           |
| 1995 - 1996 | Nortecoope          | 2-1       | Carvalhos            |
| 1996 - 1997 | Carvalhos           | 1-0       | Amadora              |
| 1997 - 1998 | Amadora             | 3-1       | Sintra               |
| 1998 - 1999 | Nortecoope          | 4-2       | Carvalhos            |
| 1999 - 2000 | Amadora             | 3-1       | VB Bispo             |
| 2000 - 2001 | Nortecoope          | 3-1       | Gulpilhares          |
| 2001 - 2002 | Nortecoope          | 1-0       | Gulpilhares          |
| 2002 - 2003 | Nortecoope          | 5-1       | Mealhada             |
| 2003 - 2004 | Nortecoope          | 8-0       | AF Arazede           |
| 2004 - 2005 | Nortecoope          | 3-2       | Gulpilhares          |
| 2005 - 2006 | Fundação Nortecoope | 4-3       | Gulpilhares          |
| 2006 - 2007 | Fundação Nortecoope | 15-1      | Externato São Filipe |
| 2007 - 2008 | Fundação Nortecoope | 4-3       | Mealhada             |
| 2008 - 2009 | Fundação Nortecoope | 3-0       | Mealhada             |
| 2009 - 2010 | Fundação Nortecoope | 6-5       | Os Lobinhos          |
| 2010 - 2011 | Os Lobinhos         | 3-2       | Turquel              |
| 2011 - 2012 | Os Lobinhos         | 4-2       | Turquel              |
| 2012 - 2013 | Sanjoanense         | 3-2       | Turquel              |
| 2013 - 2014 | Benfica             | 8-2       | Sanjoanense          |
| 2014 - 2015 | Benfica             | 5-2       | Académica            |
| 2015 - 2016 | Benfica             | 5-1       | Académica            |
| 2016 - 2017 | Benfica             | 5-1       | Stuart Massamá       |
| 2017 - 2018 | Benfica             | 7-3       | Carvalhos            |
| 2018 - 2019 | Benfica             | 9-1       | Campo de Ourique     |

### Riepilogo vittorie per squadra
| Numero | Club                | Anni                                                          |
| ------ | ------------------- | ------------------------------------------------------------- |
| 7      | Nortecoope          | 1995-96, 1998-99, 2000-01, 2001-02, 2002-03, 2003-04, 2004-05 |
| 6      | Benfica             | 2013-14, 2014-15, 2015-16, 2016-17, 2017-18, 2018-19          |
| 5      | Fundação Nortecoope | 2005-06, 2006-07, 2007-08, 2008-09, 2009-10                   |
| 2      | Os Lobinhos         | 2010-11, 2011-12                                              |
| 2      | Amadora             | 1997-98, 1999-00                                              |
| 2      | CSP Alfena          | 1992-93, 1993-94                                              |
| 1      | Sanjoanense         | 2012-13                                                       |
| 1      | Carvalhos           | 1996-97                                                       |
| 1      | VB Bispo            | 1994-95                                                       |